# Amblystegium subulatum
Amblystegium subulatum är en bladmossart som beskrevs av Jules Cardot 1913. Amblystegium subulatum ingår i släktet Amblystegium och familjen Amblystegiaceae. Inga underarter finns listade i Catalogue of Life.